# 20271 Елліґолдберґ
20271 Елліґолдберґ (1998 FK32, 1999 RS125, 20271 Allygoldberg) — астероїд головного поясу, відкритий 20 березня 1998 року.
Тіссеранів параметр щодо Юпітера — 3,657.